# Pranles
Pranles är en kommun i departementet Ardèche i regionen Auvergne-Rhône-Alpes i sydöstra Frankrike. Kommunen ligger  i kantonen Privas som ligger i arrondissementet Privas. År 2022 hade Pranles 505 invånare.

## Befolkningsutveckling
Antalet invånare i kommunen Pranles
Referens: INSEE